# John L. Barstow
John Lester Barstow, född 21 februari 1832 i Shelburne, Vermont, död 28 juni 1913 i Shelburne, Vermont, var en amerikansk republikansk politiker. Han var guvernör i delstaten Vermont 1882–1884 och Vermonts viceguvernör 1880–1882.
Barstow deltog i amerikanska inbördeskriget i nordstatsarmén och befordrades till major. Före slutet av kriget ledde han sina trupper i ett specialuppdrag på den kanadensiska sidan av gränsen.
Barstow efterträdde 1882 Roswell Farnham som guvernör och efterträddes 1884 av Samuel E. Pingree.
Barstow är begravd på Shelburne Village Cemetery i Shelburne i Vermont.